# 寄留
寄留，即《寄留法》，是一部已廢止的日本舊法。該法規定內地人在搬離本籍地（即戶籍登記地址）至他處居住超過90日後須辦理寄留登記，違者受罰。
《寄留法》是日本舊《戶籍法》的補充規定，然而罰則只對內地與樺太居民有效，對於朝鮮、台湾、南洋諸島、關東州、滿鐵附屬地居民無效， 因為根據《戸籍法》，上述地域的外地人不屬於日本公民，而為臣民，即有義務而無權利者。
簡言之，當時的日本國人民於遷出遷入戶籍時，都須辦理登記；但由於內地人與外地人之分別，所以部分地區未實行戶籍法，寄留就是因應的補充制度。

## 註解
1. ↑  在當時的法律用語稱為「本島人」，最初還依照出生地再分出福（福建）、廣（廣東）、中（中華民國）、清（清朝）支（中國）、 內（日本）、朝（朝鮮）、外（外國）、高（高砂族），第一次戶口普查後因在台漢人太少而廢除此細分
2. ↑  如台灣實行的是戶「口」「規則」而非戶「籍」「法」）

## 外部連結
- （日語）戸籍法改正寄留法制定理由（页面存档备份，存于），近代デジタルライブラリー